# Baunatal (métro de Madrid)
Baunatal est une station de la ligne 10 du métro de Madrid. Elle est située sous l'avenue de Lomas del Rey, à San Sebastián de los Reyes, dans la communauté de Madrid.

## Situation sur le réseau
Établie en souterrain, la station Baunatal est située sur la ligne 10 du métro de Madrid, entre Reyes Católicos et Manuel de Falla.

## Histoire
La station ouvre au service commercial le 26 avril 2007, à l'occasion du prolongement de la ligne 10 du métro vers San Sebastián de los Reyes.